# Comuna Ghetlova, Orhei
Comuna Ghetlova este o comună din raionul Orhei, Republica Moldova. Este formată din satele Ghetlova (sat-reședință), Hulboaca și Noroceni.

## Demografie
Conform datelor recensământului din 2014, comuna are o populație de 2.522 de locuitori. La recensământul din 2004 erau 2.770 de locuitori.

## Administrație și politică
Componența Consiliului local Ghetlova (11 consilieri), ales la 5 noiembrie 2023, este următoarea:
|  | Partid                                      | Consilieri | Componență | Componență | Componență | Componență | Componență | Componență | Componență |
|  | ------------------------------------------- | ---------- | ---------- | ---------- | ---------- | ---------- | ---------- | ---------- | ---------- |
|  | Partidul Acțiune și Solidaritate            | 7          |            |            |            |            |            |            |            |
|  | Partidul Schimbării                         | 2          |            |            |            |            |            |            |            |
|  | Candidat independent VIOREL SCULEA          | 1          |            |            |            |            |            |            |            |
|  | Partidul Comuniștilor din Republica Moldova | 1          |            |            |            |            |            |            |            |